# Аверково (Вяземський район)
Аверьково — село в Вяземському районі Смоленської області Росії. Входить до складу Російського сільського поселення. Станом на 2007 постійного населення не має. 
Розташоване в східній частині області за 18 км на північний захід від Вязьми, за 5 км на північ автодороги Р134 «Стара Смоленська дорога» Смоленськ — Дорогобуж (місто) — Вязьма — Зубцов, на березі річки Дєнєжка. За 3 км північніше села розташована залізнична станція Семлево на лінії Москва — Мінськ.

## Історія
У роки Німецько-радянської війни село була окуповано гітлерівськими військами в жовтні 1941 року, звільнено в березні 1943 року. 